# Yosuke Tashiro
Yosuke Tashiro (田代 容輔 Tashiro Yosuke?), född 27 juni 1995 i Osaka prefektur, är en japansk fotbollsspelare.
Tashiro började sin karriär 2014 i Vissel Kobe. 2016 flyttade han till Thespakusatsu Gunma. Han avslutade karriären 2016.